# Chrysozephyrus sikkimensis
Chrysozephyrus sikkimensis är en fjärilsart som beskrevs av Francis Gard Howarth 1957. Chrysozephyrus sikkimensis ingår i släktet Chrysozephyrus och familjen juvelvingar. Inga underarter finns listade i Catalogue of Life.